# Dorothy Stowe
Dorothy Stowe, née Dorothy Anne Rabinowitz le 22 décembre 1920 et morte le 23 juillet 2010, est une militante et environnementaliste américano-canadienne, surtout connue pour être l'une des membres fondateurs de l'ONGI Greenpeace.

## Biographie
Stowe est née à Providence, dans l'État de Rhode Island. Pendant ses études, elle fait partie de l'American Federation of State, County and Municipal Employees,.
En 1953, Stowe se marie avec Irving Strasmich. Le couple devient quaker et change de nom, devenant Stowe, en hommage à Harriet Beecher Stowe,, célèbre abolitionniste. Le couple a deux enfants, Robert (né en 1955) et Barbara (née en 1956). En 1961, la famille s'installe en Nouvelle-Zélande pour arrêter de supporter, à travers leurs impôts, les politiques du gouvernement américain qu'ils ne cautionnent pas. Quand la France commence ses essais nucléaires en Polynésie, les Stowe s'en vont à Vancouver.
En 1968, Jim et Mary Bohlen ainsi que les Stowe fondent un groupe appelé le Don't Make a Wave Committee, pour protester contre les futurs essais nucléaires américains sur l'île d'Amchitka (Alaska). En 1972, Stowe et les autres activistes transforment ce mouvement en créant officiellement Greenpeace. Publiquement moins présente que d'autres membres de l'association, elle a néanmoins énormément contribué aux actions de l'ONG.
Stowe meurt à Vancouver le 23 juillet 2010, âgée de 89 ans. Jim Bohlen, cofondateur de Greenpeace, meurt également cette année-là.